# 萊茵圈
萊茵圈（德語：Rheinkreis），有時稱巴伐利亞萊茵圈（bayerischer Rheinkreis或baierischer Rheinkreis），是指的1816年至1837年間巴伐利亞王國在萊茵河西岸的15個（後來是8個）行政區。在1792年法國大革命戰爭之前，大部分土地屬於普法爾茨選侯國。自1814年以來一直處於奧-巴臨時聯合政府之下，在1815年的維也納會議上，向奧地利帝國承諾劃歸奧國。然而，在慕尼黑條約（1816年）中，奧地利將領土讓給了巴伐利亞。
1837年，萊茵河圈更名為普法爾茨（Pfalz）。它也被稱為萊茵普法爾茨（Rheinpfalz）。直到1946年8月30日，該領土仍然屬於巴伐利亞，除了1920年分離的地區，大致相當於今天的萨尔普法尔茨县。二戰後後它成為了新成立的萊茵蘭-普法爾茨州的一部分。